# Jacques Besson
Jacques Besson (Mont-la-Ville, Vaud, 5 de maig de 1918 - Lausana, 25 d'agost de 1984) va ser un ciclista suís professional del 1941 al 1956. Es va especialitzar en el ciclisme en pista. Va aconseguir una medalla de plata Campionat del Món de Mig Fons de Zuric 1946, per darrere de l'italià Elia Frosio.

## Palmarès
- 1942
  -  Campió de Suïssa de Mig fons
- 1946
  -  Campió de Suïssa de Mig fons
- 1947
  -  Campió de Suïssa de Mig fons
- 1948
  - Campió d'Europa de mig fons
  -  Campió de Suïssa de Mig fons
- 1949
  - Campió d'Europa de mig fons
  -  Campió de Suïssa de Mig fons
- 1950
  - Campió d'Europa de mig fons
- 1951
  -  Campió de Suïssa de Mig fons
- 1952
  -  Campió de Suïssa de Mig fons
- 1954
  -  Campió de Suïssa de Mig fons